# HD 164509 b
HD 164509 b – egzoplaneta typu gazowy olbrzym odległa od Ziemi o około 169 lat świetlnych. Została odkryta w 2011 roku metodą polegającą na mierzeniu zmienności prędkości radialnych gwiazdy macierzystej. Jest jedyną odkrytą planetą krążącą wokół gwiazdy HD 164509, nieco większego i gorętszego od Słońca żółtego karła o typie widmowym G5V. 

## Odkrycie
Pomiary dopplerowskie dla gwiazdy-gospodarza planety uzyskano w Obserwatorium Keck przy użyciu spektrometru HIRES (High Resolution Echelle Spectrometer). Obserwacje, które doprowadziły do odkrycia planety rozpoczęły się w lipcu 2005 roku. Odkrycie HD 164509 b ogłoszono w 2011 roku.

## Charakterystyka
HD 164509 b jest planetą typu gazowy olbrzym. Jej masa wynosi około 0,48 MJ (152,6 M⊕). Okres orbitalny planety wynosi 282 dni i okrąża swoją gwiazdę w ekosferze. Odległość HD 164509 b od gwiazdy wynosi około 0,875 AU.